# Perry McCarthy
Perry McCarthy,  britanski dirkač Formule 1, * 3. marec 1961, London, Anglija, Združeno kraljestvo.
Perry McCarthy je v svoji karieri nastopil le na enajstih Velikih nagradah v sezoni 1992, toda z nekonkurenčnim dirkalnikom Moda S921 moštva Andrea Moda Formula se mu ni uspelo nikoli kvalificirati na dirko.
V letih 2002 in 2003 je nastopil v dvaindvajsetih epizodah angleške oddaje Top Gear na BBC kot črni Stig, skrivnostni in neznani dirkač, ki se v oddaji pojavi le oblečen v polno dirkaško obleko.

## Popolni rezultati Formule 1
(legenda) (odebeljene dirke pomenijo najboljši štartni položaj, poševne pa najhitrejši krog, †-uvrščen kljub odstopu)
| Leto | Moštvo              | Šasija    | Motor   | 1   | 2   | 3       | 4        | 5        | 6        | 7       | 8       | 9       | 10     | 11       | 12      | 13      | 14  | 15  | 16  | Prv | Toč |
| ---- | ------------------- | --------- | ------- | --- | --- | ------- | -------- | -------- | -------- | ------- | ------- | ------- | ------ | -------- | ------- | ------- | --- | --- | --- | --- | --- |
| 1992 | Andrea Moda Formula | Moda S921 | Judd V8 | JAR | MEH | BRA DNP | ŠPA DNPQ | SMR DNPQ | MON DNPQ | KAN DNP | FRA DNA | VB DNPQ | NEM EX | MAD DNPQ | BEL DNQ | ITA DNP | POR | JAP | AVS | -   | 0   |